# Chae Soo-bin
Chae Soo-bin (de nacimiento Bae Soo-bin; Seúl, 10 de julio de 1994) es una actriz surcoreana. Ganó reconocimiento por su papel en la serie de televisión Love in the Moonlight (2016), e hizo la transición a protagonista con The Rebel (2017) y Strongest Deliveryman (2017). 

## Carrera
Es miembro de la agencia "King Kong by Starship" (previamente conocida como "King Kong Entertainment") de Starship Entertainment (스타쉽 엔터테인먼트).

### 2014-2015: Comienzos
Fue descubierta por un director de casting en las calles, y posteriormente debutó con la película My Dictator (2014). Entonces participó en el drama House of Bluebird (2015) y la serie juvenil Cheer Up! (2015), que le valió ganar el premio a Mejor Actriz revelación, tanto en los 4º de APAN Star Awards como en 29 de KBS Drama Awards.

### 2016-presente: aumento de la popularidad
Llegó a ser reconocida por su actuación en la popular serie Amor a la luz de la luna (2016), por la cual fue nominada a un Premio a la Excelencia en los 30 KBS Drama Awards. El mismo año actuó en la obra Blackbird y el web-drama chino-coreano My Catman.
En enero de 2017 tomó su primer papel principal en la serie Rebel: Thief Who Stole the People (también conocida como «The Rebel»). La serie fue un éxito moderado y condujo a un aumento en su popularidad. Luego protagonizó en la serie juvenil de KBS2 Strongest Deliveryman, y la comedia romántica I'm Not a Robot de MBC.
El 1 de octubre de 2018 se unió al elenco principal de la serie Star of the Foxes (también conocida como "Where Stars Land") donde interpretó a Han Yeo-reum, una mujer que ha soñado con trabajar en el aeropuerto de Incheon pero nunca ha estado en un avión, en el aeropuerto trabaja en el servicio al pasajero y es conocida como una «bomba humana», debido a su naturaleza propensa a los accidentes, hasta el final de la serie el 26 de noviembre del mismo año.
El 23 de marzo de 2020 se unió al elenco principal de la serie A Piece of Your Mind (también conocida como "Half of Half") donde dio vida a Han Seo-woo, una ingeniera de grabación clásico que siempre tiene una mentalidad optimista a pesar de su estilo de vida inestable, hasta el final de la serie el 28 de abril del mismo año.
En mayo de 2021 se estrenó en Netflix la película Sweet & Sour, protagonizada por Jang Ki-yong, Krystal Jung y ella misma, con el papel de una joven enfermera cuya relación con su pareja peligra por el desgaste causado por las condiciones de trabajo de ambos. La película se había rodado en 2019, pero su estreno, previsto en sala, se pospuso a causa de la pandemia de COVID-19, y terminó distribuyéndose por la plataforma Netflix.
En enero de 2022 apareció como protagonista en el éxito de taquilla Piratas: El último tesoro de la corona, donde interpreta el personaje de Hae-geum, una audaz estafadora que se une a una banda de piratas a la búsqueda de un tesoro.También en 2022 se unió al elenco principal de la serie Rookies (también conocida como «Our Police Course») donde interpreta a Go Eun-gang. Ese mismo año se unió al elenco principal de la serie La vida fabulosa, donde da vida a Pyo Ji-eun, la gerente de una agencia de relaciones públicas para marcas de lujo. El lanzamiento de la serie estaba previsto el 4 de noviembre de 2022, pero se aplazó indefinidamente a raíz de la tragedia de Halloween en Seúl.
En 2024 fue Hong Hee-Joo en la serie Cuando el teléfono suena. Hee-joo es una joven muda que trabaja como intérprete de lenguaje de señas, y que  está casada en convenio con el portavoz presidencial más joven de Corea, Baek Sa-Eon. Un secuestro destruye la aparente armonía de su vida matrimonial.

## Filmografía

### Series de televisión
| Año       | Título                            | Rol             | Cadena       | Notas              | Ref.                 |
| --------- | --------------------------------- | --------------- | ------------ | ------------------ | -------------------- |
| 2014      | The Diary of Heong Yeong-dang     | Shim Cheong-yi  | MBC          | Drama Festival     |                      |
| 2014      | The Diary of a Resentful Woman    | Seo Yi-ahn      | MBC          | Drama Festival     |                      |
| 2015      | Spy                               | Jo Soo-yeon     | KBS2         |                    |                      |
| 2015      | House of Bluebird                 | Han Eun-soo     | KBS2         |                    |                      |
| 2015      | Cheer Up!                         | Kwon Soo-ah     | KBS2         |                    |                      |
| 2016      | Love in the Moonlight             | Jo Ha-yeon      | KBS2         |                    |                      |
| 2016      | My Catman                         | Mi-oh           | Tencent, MBC | Serie web          |                      |
| 2016      | Shopaholic Louis                  | Wang Mong-shil  | MBC          | Cameo, episodio 16 | [ 24 ]               |
| 2017      | Rebel: Thief Who Stole the People | Song Ga-ryung   | MBC          |                    |                      |
| 2017      | Strongest Deliveryman             | Lee Dan-ah      | KBS2         |                    |                      |
| 2017      | If We Were a Season               | Hae Rim         | KBS2         | Drama especial     | [ 25 ]               |
| 2017-2018 | I'm Not a Robot                   | Jo Ji-ah / Aji3 | MBC          |                    | [ 26 ]               |
| 2018      | Where Stars Land                  | Han Yeo-reum    | SBS          |                    |                      |
| 2020      | A Piece of Your Mind              | Han Seo-woo     | tvN          |                    |                      |
| 2022      | Rookie Cops                       | Go Eun-gang     | Disney+      | Serie web          | [ 27 ] [ 28 ]        |
| 2022      | La vida fabulosa                  | Pyo Ji-eun      | Netflix      | Serie web          | [ 29 ] [ 30 ]        |
| 2024      | Cuando el teléfono suena          | Hong Hee-joo    | MBC          |                    | [ 31 ] [ 32 ] [ 33 ] |

### Cine
| Año  | Título                                 | Papel       | Ref.          |
| ---- | -------------------------------------- | ----------- | ------------- |
| 2014 | Mi Dictador                            |             |               |
| 2015 | Night With a Perfect Stranger          | Hye-jin     |               |
| 2016 | Sori: Voice From The Heart             | Kim Yoo-joo |               |
| 2017 | Su Nombre es Rosa                      | Hyun-ah     |               |
| 2021 | Sweet & Sour                           | Da Eun      | [ 34 ] [ 35 ] |
| 2022 | Piratas: El último tesoro de la corona | So Nyeo     | [ 36 ] [ 37 ] |
| 2024 | Hijack 1971                            | Lee Ok-soon | [ 38 ]        |
| —    | Omniscient Reader's Viewpoint          | Yoo Sang-ah | [ 39 ]        |

### Teatro
| Año  | Título                         | Hangul                    | Papel               | Notas | Ref.   |
| ---- | ------------------------------ | ------------------------- | ------------------- | --- | ------ |
| 2021 | The Student and Monsieur Henri | 앙리할아버지와 나         | Constance Piponnier | 28/III, Pequeño Teatro del Centro de Artes de Gyeonggi                                                           | [ 40 ] |
| 2023 | Shakespeare in Love            | 셰익스피어 인 러브 - 서울 | Viola de Lesseps    | 28/I-26/III, Seoul Arts Center CJ Towol Theater. Junto a Jung Moon-sung, Kim Yoo-jung, Jung So-min y Lee Sang-yi | [ 41 ] |

### Programas de variedades
| Año  | Evento                                         | Notas         |
| ---- | ---------------------------------------------- | ------------- |
| 2021 | House on Wheel: Lending You My House on Wheels | [ 42 ] [ 43 ] |
| 2020 | Knowing Bros (Ask Us Anything)                 | invitada      |

### Vídeos musicales
| Año  | Título                      | Artista                             | Ref.   |
| ---- | --------------------------- | ----------------------------------- | ------ |
| 2014 | «Girlfriend»                | Uniqnote feat. Bobby Kim y Jung Yup | [ 45 ] |
| 2016 | «You Are, You Are, You Are» | Wax                                 | [ 46 ] |
| 2021 | «Moving On»                 | Cho Kyu-hyun                        | [ 47 ] |
| 2021 | «Coffee»                    | Cho Kyu-hyun                        | [ 48 ] |

## Premios y nominaciones
| Año  | Premio               | Categoría                                                 | Serie/ Película                   | Resultado | Ref,   |
| ---- | -------------------- | --------------------------------------------------------- | --------------------------------- | --------- | ------ |
| 2015 | APAN Star Awards     | Mejor actriz revelación                                   | House of Bluebird                 | Ganadora  | [ 49 ] |
| 2015 | KBS Drama Awards     | Mejor actriz revelación                                   | House of Bluebird, Cheer Up!      | Ganadora  | [ 50 ] |
| 2016 | Max Movie Awards     | Premio Rising Star                                        | Sori: Voice From The Heart        | Ganadora  | [ 51 ] |
| 2017 | 36th MBC Drama Award | Premio a la excelencia, actriz en serie de lunes y martes | Rebel: Thief Who Stole the People | Ganadora  | [ 52 ] |
| 2018 | SBS Drama Award      | Premio a la excelencia, actriz en serie de lunes y martes | Where Stars Land                  | Ganadora  | [ 53 ] |